# SK1
sK1 és una aplicació de gràfics vectorials construïda en python, per a construir la interficie d'usuari s'empra wxWidgets en C. Sk1 s'enfoca en oferir característiques de publicació professional, com ara color CMYK, separacions, gestió del color ICC i preimpressió de sortida PDF i una impressió professional precisa. El seu referent són aplicacions com CorelDRAW, Adobe Illustrator, o Freehand. L'aplicació ha estat sota el comandament de Igor E. Novikov